# Puma GT4R
O Puma GT-4R é um dos carros mais exclusivos fabricados no Brasil. A origem deste automóvel vem da ideia de a revista “Quatro Rodas” (que deu origem ao nome) presentear três de seus leitores com um esportivo especialmente produzido para eles e a opção lógica foi pela marca Puma.
O projeto teve inicio no em 1969: durante o primeiro semestre os leitores puderam acompanhar a evolução do projeto pela referida revista.
A plataforma, como o Puma GT, era a mesma do Karmann Ghia, o estilo teve referência, principalmente, em automóveis produzidos nos Estados Unidos e na Itália.
Em Julho de 1969 as edições da revista começaram a incluir cupons para concorrer ao automóvel e em outubro conheceu-se os felizardos. 
A motorização adotada foi o "novo" 1.600 a ar (o Puma GT era 1.500), com carburação Solex 32/34 e comando de válvulas P2. Cogitou-se a adoção de um motor 1.800, porém a opção pelo 1.600 foi uma opção por maior confiabilidade.
Um quarto automóvel foi posteriormente vendido e emplacado apenas como "GT". Sendo encerrada assim a produção de 6 unidades.
Hoje se sabe da localização de todos, apenas o último deles não dispõem de chassis.